# Шепарівський ліс (заповідне урочище)
Шепа́рівський ліс — заповідне урочище в Україні. Об'єкт природно-заповідного фонду Івано-Франківської області.
Розташоване в межах Коломийського району Івано-Франківської області, на захід від села Раківчик.
Площа 36 га. Статус надано згідно з рішенням облвиконкому від 07.07.1972 року № 267. Перебуває у віданні ДП «Коломийський лісгосп» (Шепарівське л-во, кв. 57, вид. 12 і кв. 58, вид. 3). 
Статус надано для збереження двох частин лісового масиву, які є рештками природних дібров Прикарпаття. Вік насаджень — понад 200 років.
З початком німецько-радянської війни у Кути ввійшли угорські війська — союзники Німеччини (1 липня 1941 р.), які у серпні передали владу німецькій адміністрації. У час німецької окупації були знищені майже всі євреї: 9 квітня 1942 року німці вбили 1038 осіб, 15 серпня цього ж року заарештували, а згодом розстріляли у Шепарівському лісі 1181 євреїв.
Джерела
- «Шепарівський ліс» [Архівовано 9 березня 2017 у Wayback Machine.]
- Шепарівський ліс [Архівовано 20 квітня 2016 у Wayback Machine.]
- Заповідне урочище місцевого значення «Шепарівський ліс» [Архівовано 22 грудня 2021 у Wayback Machine.]

1. ↑  Кути. Вікіпедія (укр.). 22 листопада 2024. Процитовано 2 січня 2025.